# Sefīd Sang
Sefīd Sang (persiska: سفید سنگ) är en ort i Iran.   Den ligger i provinsen Khorasan, i den nordöstra delen av landet, 800 km öster om huvudstaden Teheran. Sefīd Sang ligger 1 253 meter över havet och antalet invånare är 4 894.
Terrängen runt Sefīd Sang är platt åt sydväst, men åt nordost är den kuperad.Runt Sefīd Sang är det ganska glesbefolkat, med 42 invånare per kvadratkilometer. Sefīd Sang är det största samhället i trakten. Omgivningarna runt Sefīd Sang är i huvudsak ett öppet busklandskap.